# برلمان كوراساو
برلمان كوراساو (بالبابيامنتو: Parlamento di Kòrsou) هي السلطة التشريعية في كوراساو ويتكون البرلمان من 21 عضوا، ينتخبون لمدة 4 سنوات في انتخابات عامة. أقيم أول برلمان 10 أكتوبر 2010، تاريخ حل جزر الأنتيل الهولندية.